# Генчев, Бончо
Бончо Генчев (болг. Бончо Генчев; род. 7 июля 1964 года, Генерал-Тошево) — болгарский футболист, атакующий полузащитник. В составе сборной Болгарии участвовал в матчах чемпионата мира 1994 года и чемпионата Европы 1996 года.

## Клубная карьера
Бончо Любомиров Генчев родился 7 июля 1964 года в городе Генерал-Тошево Добричской области Болгарии. Начал карьеру футболиста в местном клубе «Спортист».
В 1981 году состоялся профессиональный дебют Генчева за добричскую команду «Добруджа». Затем выступал за болгарские клубы «Литекс» (1982—1983), «Локомотив» (1983—1986), «Этыр» (1987—1991).
В 1991 году подписал контракт с португальским «Спортингом», за который провёл всего лишь 2 игры. После окончания сезона переехал в Англию, где выступал за «Ипсвич Таун» (1992—1995) и «Лутон Таун» (1995—1997). С 1997 по 1999 год выступал за болгарский «ЦСКА». Затем снова переехал в Англию, где, после выступлений за «Хендон» и «Каршолтон Атлетик», в 2007 году завершил карьеру игрока.
Некоторое время работал международным послом в «Ипсвич Тауне».
В 2016 году был назначен главным тренером болгарского клуба «Этыр», но 7 марта покинул пост, став председателем зонального совета Болгарского футбольного союза в Велико-Тырново.

## Карьера в сборной
С 1990 по 1996 год провёл за сборную Болгарии 12 матчей, не забив ни одного гола.
На чемпионате мира по футболу 1994 года в матче 1/8 финала против сборной Мексики Бончо вышел на замену и реализовал свою попытку в серии послематчевых пенальти.
Вошёл в заявку сборной на чемпионат Европы 1996 года, где сыграл одну минуту в матче группового этапа против Румынии, закончившегося победой болгар.

## Личная жизнь
После окончания карьеры игрока Бончо некоторое время управлял кафе-баром «Страйкеры» в Вест-Кенсингтоне.
Женат. Двое его сыновей, Любомир и Явор, также стали футболистами.

## Достижения

### Клубные
«Этыр»
- Чемпион Болгарии 1990/91

 «ЦСКА» (София)
- Бронзовый призёр чемпионата Болгарии 1997/98
- Серебряный призёр Кубка Болгарии 1998

### Личные
- Орден «Стара-планина» I степени (20 июля 1994 года)[7]
- Почётный гражданин Софии
- Почётный гражданин Велико-Тырново
- Лучший бомбардир чемпионата Болгарии 1997/98